# Hôtel Majestic (Rome)
Pour les articles homonymes, voir Hôtel Majestic.
L'Hôtel Majestic est un hôtel de luxe de Rome construit en 1889 sous le nom d'Hôtel des Suisses par Giovanni Fecini (alors qu'il était auparavant attribué à Gaetano Koch). Il a été bâti en style néoclassique, et a été le premier hôtel édifié sur la Via Veneto.

## Description
L'hôtel, avec sa forme incurvée caractéristique pour préserver la vue sur la Piazza Barberini, a connu sa plus grande renommée lorsqu'il est devenu un lieu privilégié pour accueillir la haute société européenne en visite à Rome. Il suit la courbe de l'avenue bordée d'arbres et possède une grande terrasse extérieure concave surplombant la Via Veneto. L'Hôtel est relié au bâtiment voisin par une tourelle cylindrique, tandis que la façade suit la ligne courbe de la rue. À l'intérieur se trouvent des fresques du peintre Domenico Bruschi. Pendant les vingt années de fascisme, il dut prendre le nom d'Albergo Maestoso. C'est ici que fut tourné en 1960 le film La dolce vita de Federico Fellini.

## Clients célèbres
Il a accueilli entre autres Luciano Pavarotti, Liza Minnelli, Frank Sinatra, Whitney Houston, Madonna, Keith Richards, Bob Dylan, Bruce Springsteen.